# Racosperma williamsianum
Racosperma williamsianum là một loài thực vật có hoa trong họ Đậu. Loài này được (J.T. Hunter) Pedley mô tả khoa học đầu tiên năm 2003.